# Arístides Emilio Bibolini
Aristides Emilio Bibolini (Formosa, 19 de abril de 1898 - ibídem, septiembre de 1971) fue un político y militar argentino.

## Biografía
Era descendiente de una de las familias que acompañaron al comandante Luis Jorge Fontana en la fundación de Formosa. Sus tíos eran Juan Bibolini y Domingo Bibolini.
Siguiendo la tradición familiar, desde muy joven se dedicó a la actividad comercial, en la política lo vio militar en la Unión Cívica Radical y, posteriormente lo hace en la Unión Cívica Radical Intransigente luego de la división del viejo tronco radical.
Por ese partido fue Convencional Constituyente Provincial en 1957, correspondiéndole ocupar la Presidencia Provisioria de la Asamblea Constituyente en sesiones preparatiorias.
En 1958 fue ministro de Economía del primer gabinete del gobernador Luis Gutnisky.
Falleció en septiembre de 1971 en su ciudad natal.
- Datos: Q5707646